# Alcínous (rei)
|  | Per a altres significats, vegeu «Alcínous (filòsof)». |

A la mitologia grega, Alcínous (en grec Ἀλκίνοος Alkínoös, 'ment poderosa') va ser rei dels feacis, fill de Fèax (o de Nausítous, segons altres).
Es casà amb la seva neboda Arete, filla de Rexènor, amb qui va ser pare de Nausica, Laodamant, Hali i Clitoneu. Arete viu al palau amb el seu marit i els fills, amb gran honor i respectada per tots. El poble estima els reis, que són hospitalaris amb els estrangers, sobretot amb els nàufrags. El seu palau està envoltat per un jardí meravellós, on tot l'any hi maduren tota mena de fruits.
Va acollir l'argonauta Jàson i a Medea en la seva fugida de Còlquida quan ja havien robat el Velló d'or. A la cort d'Alcínous troben uns emissaris del rei Eetes, que tenen per missió tornar Medea al seu pare, si encara era verge. Sinó, que es quedi amb Jàson. Jàson i Medea consumaren llavors ràpidament el seu matrimoni, oficiat per Arete, salvant així Medea del càstig que l'esperava a la Còlquida. Els ambaixadors còlquids no es van atrevir a tornar al seu país i es van establir amb els feacis, mentre que els argonautes reprenien el seu viatge, després que Arete hagués ofert regals al nou matrimoni.
També va acollir Odisseu després d'un naufragi, de tornada de l'illa de Calipso. Homer anomena l'illa d'Alcínous Esquèria, potser Corcira, l'actual Corfú. Odisseu li va explicar al rei les seves aventures en el decurs d'un banquet i, tot i les amenaces de Posidó, Alcínous decideix donar-li una nau per reprendre el seu viatge a Ítaca. Per impedir-ho, Posidó va transformar el nou vaixell d'Odisseu en pedra, amb la qual cosa va bloquejar el port de feacis.
Alcínous va ser objecte d'un culte heroic a la ciutat de Corcira (un dels dos ports de la ciutat porta el seu nom).